# Dimeria veldkampii
Dimeria veldkampii är en gräsart som beskrevs av Kiran Raj och M. Sivadasan. Dimeria veldkampii ingår i släktet Dimeria och familjen gräs. Inga underarter finns listade i Catalogue of Life.